# Love Cry
Love Cry è un album discografico del sassofonista jazz Albert Ayler, pubblicato dall'etichetta Impulse! Records nel 1969.

## Il disco
L'album, registrato nel corso di due sessioni in studio nel 1967, è per molti versi un riflesso delle esibizioni dal vivo di Ayler dell'epoca. La band, formata da Ayler al sax tenore e occasionalmente al sax alto, Don Ayler alla tromba, Call Cobbs al clavicembalo elettrico (presente su circa la metà delle tracce sull'album), e una sezione ritmica formata dal bassista Alan Silva e dal batterista Milford Graves, esegue versioni in studio di brani già suonati in concerto da Ayler o presenti in album precedenti (come Ghosts , Bells, e Omega), insieme a qualche pezzo di nuova composizione. Si tratta di un disco particolarmente melodico nell'approccio ai temi, e proprio per questo viene considerato uno degli album più accessibili del sassofonista, non contenendo la furia iconoclasta improvvisativa che aveva contraddistinto i suoi precedenti lavori.

## Tracce
1. Love Cry – 3:54
2. Ghosts – 2:45
3. Omega – 3:14
4. Dancing Flowers – 2:19
5. Bells – 3:07
6. Love Flower – 3:30
7. Zion Hill – 6:06
8. Universal Indians – 9:49

## Formazione

### Musicisti
- Alan Silva: basso
- Milford Graves: batteria
- Call Cobbs: clavicembalo elettrico (tracce: 3, 4, 6, 8, 10)
- Albert Ayler: sassofono contralto (tracce: 1, 10)
- Albert Ayler: sassofono tenore
- Donald Ayler: tromba (tracce: 1, 2, 3, 5, 7, 9, 11)
- Albert Ayler. voce (tracce: 1, 9, 11)

### Produzione
- Bob Arnold: ingegnere del suono
- Bob Thiele: produttore
- Michael Cuscuna: produttore riedizione
- Dave Grusin, Larry Rosen: produttori esecutivi